# Coolidge (Texas)
Pour les articles homonymes, voir Coolidge.
Coolidge est une ville située au nord du comté de Limestone, au Texas, aux États-Unis,.

## Démographie
Lors du recensement de 2010, la ville comptait une population de 955 habitants. Elle est estimée, en 2016, à 956 habitants.

## Source de la traduction
- (en) Cet article est partiellement ou en totalité issu de l’article de Wikipédia en anglais intitulé « Coolidge, Texas » (voir la liste des auteurs).